# Bryan Ferry
Bryan Ferry (Washington, 26 settembre 1945) è un cantante, compositore e musicista britannico.
Insieme a David Bowie e Marc Bolan, Ferry è uno dei più rilevanti rappresentanti del dandismo degli anni settanta del Novecento e una delle icone della musica pop e rock britannica. Lo stesso Bowie lo considererà uno dei suoi cantautori preferiti, nonché uno dei compositori migliori nella storia della musica inglese.

## Biografia

### Infanzia e adolescenza
Ferry è nato il 26 settembre 1945 a Washington nella contea di Durham, in Inghilterra, da Mary Ann e Frederick Charles Ferry, una famiglia di contadini: suo padre era infatti un operaio agricolo. Ha frequentato la Washington Grammar-Technical School (ora chiamata Washington Academy) su Spout Lane dal 1957.
Da bambino lavorava come paperboy , grazie al quale riusciva a comprarsi da solo riviste jazz. Ha frequentato l'Accademia delle Belle Arti alla Newcastle University dal 1964 al 1968, assieme a Richard Hamilton, pittore, per un anno, e proprio alcuni dei suoi dipinti sono stati esposti alla Tate Gallery nel 1970. Durante questo periodo, Bryan Ferry era un membro delle band Banshees, City Blues e Gas Board, gruppo R&B, l'ultimo dei quali comprendeva i suoi colleghi universitari Graham Simpson e John Porter. Si è successivamente trasferito a Londra nel 1968, all'età di 23 anni, dove ha insegnato arte e ceramica alla Holland Park School mentre cercava di perseguire una carriera musicale.

### Roxy Music
Ferry fonda i Roxy Music nel novembre del 1970 con un gruppo di amici e conoscenti, tra cui il bassista Graham Simpson, collega della scuola d'arte, dopo aver pubblicato un annuncio sul Melody Maker per cercare un tastierista che potesse far parte del gruppo. Da lì a poco si aggiunsero il sassofonista Andy Mackay e Brian Eno, un conoscente che possedeva registratori e suonava il sintetizzatore. Altri primi membri della band includevano il timpanista Dexter Lloyd e il chitarrista ex-Nice David O'List: quando la band registrò il primo album, la line-up si era già stabilita come Ferry, Simpson, Mackay, Eno (i membri originali), insieme al batterista Paul Thompson e il chitarrista Phil Manzanera.
Verso la fine del 1970 e l'inizio del 1971, Ferry fece addirittura un'audizione per la band britannica King Crimson, che stava cercando un nuovo cantante e bassista per sostituire Gordon Haskell. Sebbene la sua voce non fosse ritenuta adatta per le sonorità dei Crimson, Robert Fripp e Peter Sinfield furono talmente impressionati da Ferry che svilupparono rapidamente un'amicizia con lui che avrebbe portato la firma di Roxy Music alla società di gestione di Crimson E.G Records.
Inizialmente il gruppo prese il nome di Roxy, nome a proposito del quale esistono diverse versioni: c'è chi lo associa all'amore di Ferry per il teatro, mentre altri sostengono che in un'intervista dei primi anni '70 il cantante affermava di volere un nome che associasse la parola "rock" con la parola "sexy", come voleva che fosse la sua musica, ovvero rock ma allo stesso tempo sexy, Roxy, appunto. Negli USA però già esisteva un gruppo con quel nome, così la band cambiò denominazione ufficiale in Roxy Music.
L'album di debutto dei Roxy Music venne pubblicato il 16 giugno 1972, raggiungendo fin da subito il numero 10 nelle classifiche degli album del Regno Unito. Nello stesso periodo, però, Simpson abbandonò la band. Nello stesso periodo la band fece il suo primo debutto televisivo su Top of the Pops, eseguendo il loro primo singolo di successo, "Virginia Plain", segnando una delle prime esibizioni di musica elettronica in uno show televisivo. I primi due album di Roxy Music vennero scritti esclusivamente da Ferry; il debutto conteneva una serie di stili musicali, che rappresentavano proprio quelli che erano gli interessi di Ferry, mentre il secondo album, For Your Pleasure (1973), perseguiva uno stato d'animo più oscuro e determinato, la cui cover ritraerà una giovane Amanda Lear su sfondo nero con una pantera al guinzaglio.

### Carriera da solista (1973 - ora)
Nel 1973 intraprende una carriera da solista, iniziata durante la collaborazione col gruppo. Il suo primo album da solista, These Foolish Things, non è altro che una raccolta di cover, tra le quali si distingue il singolo A Hard Rain's A-Gonna Fall, di Bob Dylan. Negli anni Settanta pubblica altri quattro album che riscuotono un buon successo nel Regno Unito.
Negli anni Ottanta Ferry raggiunge il cosiddetto status di "star" internazionale, con l'album Boys & Girls (1985), conquistando la prima posizione nel Regno Unito e riscotrando grande successo anche in tutta Europa e negli Stati Uniti, rimanendo nella classifica britannica addirittura per 44 settimane. Di grande successo sono anche i singoli Slave to Love (1985), Don't Stop the Dance (1985), Is Your Love Strong Enough? (1986), colonna sonora del film Legend: il brano in questione si distingue per l'assolo di David Gilmour, col quale suonerà al Aid nel luglio 1985. Altri famosi brani di questo periodo sono Kiss and Tell (1987) e Limbo (1987). Celebri sono inoltre i video musicali che rappresentano perfettamente l'estetica degli anni Ottanta. Dopo la pubblicazione di Bête Noire (1987) e il relativo tour l'anno seguente, Ferry si prenderà un lungo periodo di pausa, in cui lavorerà ad un album intitolato provvisoriamente Horoscope, che però non porterà mai a termine.
Negli anni Novanta ritornerà sulla scena musicale, pubblicando nel 1993 l'album di cover Taxi, raggiungendo la seconda posizione delle classifiche britanniche. Nel 1994, poi, pubblica l'album Mamouna, contenente alcuni brani provenienti dalle precedenti sessioni di Horoscope. In questo album, per la prima volta, dopo più di venti anni, Ferry collabora nuovamente con Brian Eno (nel brano Wildcat Days). Nel 1996 esce il singolo Dance with Life (The Brilliant Light), tratto dalla colonna sonora del film Phenomenon.
Dopo un'ulteriore pausa di circa tre anni, Ferry torna con una nuova raccolta di cover dal titolo As Time Goes By (1999), in cui accanto alla cover del celebre brano del film Casablanca, compaiono altri famosi brani degli anni Venti e Trenta. Nel 2002 Bryan Ferry pubblica uno degli album più interessanti della sua discografia, Frantic, che abbina composizioni originali ad alcune cover di Bob Dylan. L'album vede nuovamente la collaborazione di Brian Eno (in I Thought). Appassionato fan di Bob Dylan, Bryan Ferry pubblica (nel 2007) Dylanesque, un album interamente ricco di cover di sue canzoni.
Nel 2010 pubblica Olympia, che in origine doveva essere l'album della reunion dei Roxy Music: in realtà a questo lavoro partecipano quasi tutti i componenti del gruppo (tra i quali anche Brian Eno), ma all'ultimo momento Ferry preferisce pubblicare un lavoro solista. Dopo la parentesi jazzistica di The Jazz Age (2012), album strumentale in cui vengono rivisitati i suoi successi e quelli dei Roxy Music, nel novembre 2014 pubblica il suo ultimo album, Avonmore.
Ad aprile 2021, Ferry ha pubblicato l'album Royal Albert Hall 2020, registrato al Royal Albert Hall nel marzo 2020, poco prima della pandemia da Covid-19: tutto il ricavato dell'album andò a supporto dei membri della band di Ferry. Il tour che venne programmato nel 2021 venne cancellato per via delle restrizioni date dalla pandemia.
Il 31 luglio 2024, Ferry annuncia il l'uscita dell'album Retrospective: Selected Recordings, una collezione per festeggiare i 50 anni della sua musica dal 1973 al 2023.

## Stile e influenza
La voce di Bryan Ferry è da sempre stata considerata unica nel suo genere. Quando intervistarono Kate Bush per chiederle quali artisti avesse studiato, lei rispose: «Ho sempre pensato che Ferry fosse il cantante più eccitante che avessi mai ascoltato...». Nel 2023, Rolling Stone ha posizionato Ferry al numero 150 nella lista dei 200 cantanti migliori di tutti i tempi. Introducendo i Roxy Music nella Rock and Roll Hall of Fame nel 2019, il cantante dei Duran Duran Simon Le Bon ha descritto il modo di scrivere di Ferry come "un'operazione a cuore aperto." Il 1º agosto 2019 viene pubblicata la pubblicità di Gucci, Mémoire d'une Odeur, ambientata alla metà del XVII secolo, con protagonista Harry Styles accompagnato da In Every Dream Home a Heartache dei Roxy Music, contenuta nell'album For Your Pleasure.

## Discografia

### Album in studio
- 1973 - These Foolish Things
- 1974 – Another Time, Another Place
- 1976 – Let's Stick Together
- 1977 – In Your Mind
- 1978 – The Bride Stripped Bare
- 1985 – Boys and Girls
- 1987 – Bête Noire
- 1993 – Taxi
- 1994 – Mamouna
- 1999 – As Time Goes By
- 2002 - Frantic
- 2007 - Dylanesque
- 2010 - Olympia
- 2012 - The Jazz Age
- 2014 - Avonmore
- 2018 - Bitter Sweet

### Album live
- 2013 - Live in Lyon
- 2016 - Live 2015
- 2020 - Live at the Royal Albert Hall 1974
- 2021 - Royal Albert Hall 2020

### Ep
- 1976 - Extended Play
- 2022 - Love Letters

### Raccolte
- 1986 - Street Life: 20 Great Hits
- 1988 - The Ultimate Collection
- 1995 - More Than This: The Best of Bryan Ferry + Roxy Music
- 1997 - Tokyo Joe: The Best of Bryan Ferry + Roxy Music
- 2000 - Slave to Love: Best of the Ballads
- 2004 - The Platinum Collection: The Best of Bryan Ferry + Roxy Music
- 2004 - The Collection
- 2009 - The Best of Bryan Ferry
- 2016 - The Island Singles 1973-1976

### Singoli
- 1973 - A Hard Rain's A-Gonna Fall
- 1973 - I Love How You Love Me
- 1974 - The 'In' Crowd
- 1974 - Smoke Gets in Your Eyes
- 1975 - You Go to My Head
- 1976 - Let's Stick Together
- 1976 - Extended Play
- 1976 - The Price of Love
- 1976 - Heart on My Sleeve
- 1977 - This Is Tomorrow
- 1977 - Tokyo Joe
- 1978 - What Goes On
- 1978 - Sign of the Times
- 1978 - Carrickfergus
- 1978 - Hold On! I'm a Comin''
- 1982 - More than this
- 1982 - Avalon
- 1985 - Slave to Love
- 1985 - Don't Stop the Dance
- 1985 - Windswept
- 1986 - Is Your Love Strong Enough?
- 1986 - Help Me
- 1987 - The Right Stuff
- 1988 - Kiss and Tell
- 1988 - Limbo
- 1988 - Let's Stick Together '88
- 1989 - The Price of Love '89
- 1989 - He'll Have to Go
- 1993 - I Put a Spell on You
- 1993 - Will You Love Me Tomorrow
- 1993 - Girl of My Best Friend
- 1994 - Your Painted Smile
- 1994 - Mamouna
- 1994 - Don't Want to Know
- 1996 - Dance with Life (The Brilliant Light)
- 1999 - As Time Goes By
- 1999 - I'm in the Mood for Love
- 2002 - It's All Over Now, Baby Blue
- 2002 - Goddess of Love
- 2002 - One Way Love
- 2002 - Fool for Love
- 2007 - The Times They Are A-Changin'
- 2007 - Simple Twist of Fate
- 2007 - Positively 4th Street
- 2010 - U Can Dance (DJ Hell feat. Bryan Ferry)
- 2010 - You Can Dance[10][11]
- 2010 - Shameless
- 2010 - Reason or Rhyme
- 2011 - Alphaville
- 2014 - Loop De Li
- 2014 - Johnny and Mary (Todd Terjie feat. Bryan Ferry)

## Fonti
1. 1 2 3 4  (EN) Biografia di Bryan Ferry su allmusic.com, su allmusic.com. URL consultato il 19 novembre 2010.
2. ↑  Biografia
3. ↑   Bryan Ferry's solo work, su vivaroxymusic.com.
4. ↑   Roxy Music, su ondarock.it.
5. ↑   Lucy Harbron, How did Roxy Music get their name?, in FAR OUT, 28 novembre 2023.
6. ↑   Boys and Girls nelle classifiche britanniche, su sessiondays.com.
7. ↑   Kate Bush and Bryan Ferry, su gaffa.org.
8. ↑   Il discorso dei Duran Duran all'inaugurazione di Ferry nella Rock and Roll Hall of Fame, su rollingstone.com.
9. ↑   GUCCI, Harry Styles in Gucci Mémoire d'une Odeur - The Campaign Film, 1º agosto 2019. URL consultato il 12 agosto 2024.
10. ↑  Rosie Jones è apparsa nel video musicale You Can Dance di Bryan Ferry.
11. ↑  (EN) Video: Exclusive: Bryan Ferry - You Can Dance, su Daily Telegraph, 19 luglio 2010. URL consultato il 30 marzo 2011 (archiviato dall'url originale il 14 novembre 2010).
12. ↑  (EN) The London Gazette (PDF), n. 59808, 11 giugno 2011,  p. 7.